# Tętnica trzustkowo-dwunastnicza dolna

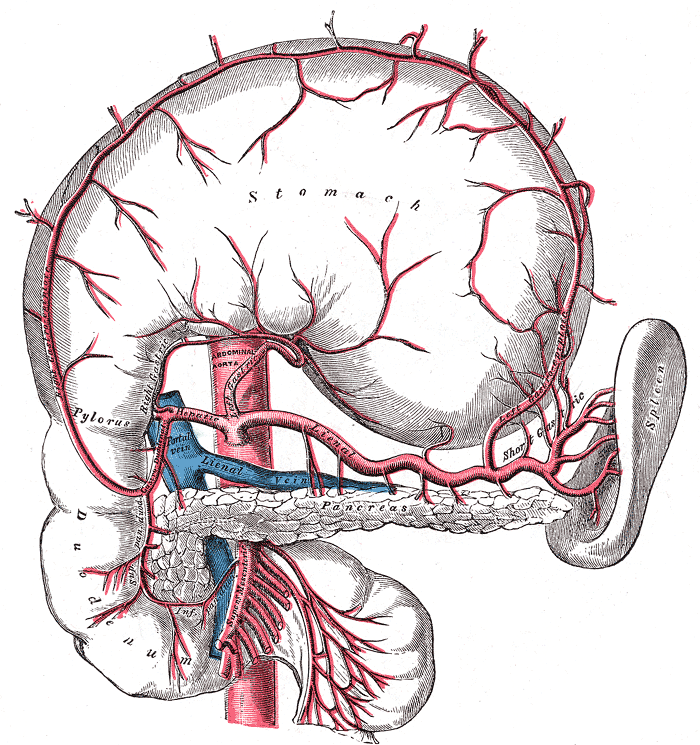
Tętnica trzustkowo-dwunastnicza dolna podpisana Inf. pan. duod.

Tętnica trzustkowo-dwunastnicza dolna (łac. arteria pancreaticoduodenalis inferior) – w anatomii człowieka tętnica jamy brzusznej będąca gałęzią tętnicy krezkowej górnej, odchodzącą z jej prawej strony, w okolicy dolnego brzegu trzustki. Dzieli się na gałąź przednią i gałąź tylną, przebiegające odpowiednio z przodu i z tyłu od głowy trzustki i zespalajace się odpowiednio z tętnicą trzustkowo-dwunastniczą górną przednią i tętnicą trzustkowo-dwunastniczą górną tylną (gałęziami tętnicy żołądkowo-dwunastniczej). Tętnica trzustkowo-dwunastnicza dolna zaopatruje głowę trzustki i dolną część dwunastnicy.